# Balay (mitología)
Balay es el nombre que recibe uno de los reyes de los infiernos, de quien se dice que tiene tres cabezas, una de toro, otra de hombre y la tercera de carnero; la cola de serpiente y seis ojos de los que salen llamas.
Se dice también que monta a caballo sobre un oso y lleva un gavilán a guisa de espada.